# Сыромолотов, Олег Владимирович
Оле́г Влади́мирович Сыромо́лотов (род. 19 мая 1953) — российский государственный деятель и деятель российских спецслужб, генерал армии (2007). Заместитель министра иностранных дел Российской Федерации по вопросам противодействия терроризму (19 марта 2015 — 19 мая 2023).

## Биография
В 1976 году окончил Рижский институт инженеров гражданской авиации. С 1979 года сотрудник органов государственной безопасности.
С 1993 года заместитель начальника Управления экономической безопасности Министерства безопасности России (позже это Управление контрразведывательного обеспечения стратегических объектов ФСБ), с 1998 года начальник Управления по контрразведывательному обеспечению транспорта Департамента экономической безопасности ФСБ России. С 12 июля 2000 года до июля 2004 года заместитель директора ФСБ России — начальник департамента контрразведки.
С июля 2004 года — руководитель 1-й службы (Служба контрразведки) ФСБ России.
С 2009 года член различных комиссий по подготовке XXII Зимних Олимпийских игр и развитию г. Сочи как горноклиматического курорта. С 15 января 2013 года — заместитель председателя Государственной комиссии по подготовке и проведению XXII Олимпийских зимних игр и XI Паралимпийских зимних игр 2014 года в г. Сочи.
С 18 февраля по 14 мая 2014 года — член Организационного комитета по подготовке и проведению XXIX Всемирной зимней универсиады 2019 года в г. Красноярске.
С 19 марта 2015 по 19 мая 2023 года — заместитель министра иностранных дел Российской Федерации по вопросам противодействия терроризму.

## Семья
Женат, имеет двух дочерей.

## Воинские звания
- Генерал армии (23 февраля 2007)
- Генерал-майор (18 декабря 1993)[4]

## Награды
- Орден «За заслуги перед Отечеством» 2-й, 3-й и 4-й степеней[5]
- Орден Александра Невского
- Три ордена Мужества
- Орден «За военные заслуги»
- орден Почёта (15.04.1998, за большой вклад в развитие гражданской авиации)[6]
- орден Почёта (Республика Беларусь, 30.12.2002, за заслуги в обеспечении безопасности Союзного государства)[7]
- Орден «Честь и слава» («Ахьдзе Апша») 2-й степени (Абхазия, 2013, за заслуги перед Республикой Абхазия)
- Почётный кубок Министерства обороны Российской Федерации (2021)[8]

Почётные звания
- Почётный энергетик Российской Федерации (2014) — за обеспечения устойчивого энергоснабжения олимпийских объектов в период проведения 22 Олимпийских зимних игр и 11 Паралимпийских зимних игр в г. Сочи